# Reo Takeshita
Reo Takeshita (竹下 玲王 Takeshita Reo?), född 4 oktober 1995 i Shizuoka prefektur, är en japansk fotbollsspelare.
Takeshita började sin karriär 2018 i AC Nagano Parceiro. Han spelade 37 ligamatcher för klubben.